# Nyamiguta
Nyamiguta är ett vattendrag i Burundi.   Det ligger i provinsen Gitega, i den centrala delen av landet, 60 km öster om huvudstaden Bujumbura.
Omgivningarna runt Nyamiguta är en mosaik av jordbruksmark och naturlig växtlighet. Runt Nyamiguta är det tätbefolkat, med 343 invånare per kvadratkilometer.